# 8-ма гвардійська повітряно-десантна дивізія (СРСР)
8-а гвардійська повітряно-десантна Первомайська Червонопрапорна ордена Суворова 2-го ступеня дивізія — повітряно-десантна дивізія, військове з'єднання повітряно-десантних військ Радянського Союзу часів німецько-радянської війни.

## Історія створення
Дивізія сформована на базі 10-го повітряно-десантного корпусу.
29 грудня 1944 року дивізія переформована у 107-у гвардійську стрілецьку дивізію.

## Бойовий склад
- 22-й гвардійський повітряно-десантний полк;
- 25-й гвардійський повітряно-десантний полк;
- 27-й гвардійський повітряно-десантний полк;
- 9-й гвардійський артилерійський полк;
- 7-й гвардійський окремий винищувально-протитанковий дивізіон;
- 4-а гвардійська окрема розвідувальна рота;
- 6-й гвардійський окремий саперний батальйон;
- 7-а гвардійська окрема рота зв'язку;
- 5-й окремий медико-санітарний батальйон;
- 2-а гвардійська окрема рота хімічного захисту;
- 3-а автотранспортна рота;
- 1-а польова хлібопекарня;
- 16-й дивізійний ветеринарний лазарет;
- 2626-а польова поштова станція;
- 1820-а польова каса Держбанку.

## Командири дивізії
- Капітохін Олександр Григорович, гвардії генерал-майор, 14.12.1942 — 14.06.1943 рр.
- Стенін Володимир Пилипович, гвардії генерал-майор, 14.06.1943 — 23.08.1943 рр.
- Богданов Михайло Андрійович, гвардії генерал-майор, 25.08.1943 — 29.12.1944 рр.

## Герої Радянського Союзу
- Маринський Іван Антонович — гвардії старший сержант, командир стрілецького відділення 356-го гвардійського стрілецького (27-го гвардійського повітряно-десантного) полку (Указ Президії Верховної Ради СРСР від 29.06.1945 р.).

## Пам'ять
- Вулиця 8-ї повітряно-десантної дивізії в місті Первомайську Миколаївської області.
- Монумент воїнам 8-ї гвардійської повітряно-десантної дивізії, що загинули під час форсування річки Південний Буг поблизу села Романова Балка Первомайського району Миколаївської області.
- Музей 8(107)-ї гвардійської повітряно-десантної Первомайської Червонопрапорної ордена Суворова дивізії при середній школі № 41 міста Внукове.
- Монумент в с.Новий-Стародуб Олександрійського (до 2022р. Петрівського) району Кіровоградської області, воїнам-визволителям 8 гв.повітряно-десантної дивізії, які звільнили 5 грудня 1943 року с.Новий-Стародуб від німецько-фашистських загарбників.